# Дголак

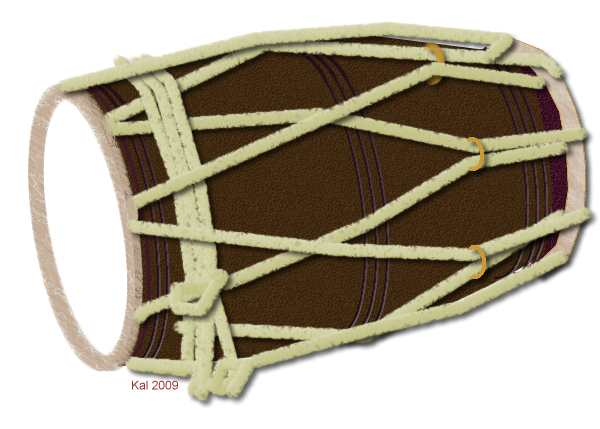
Дголак

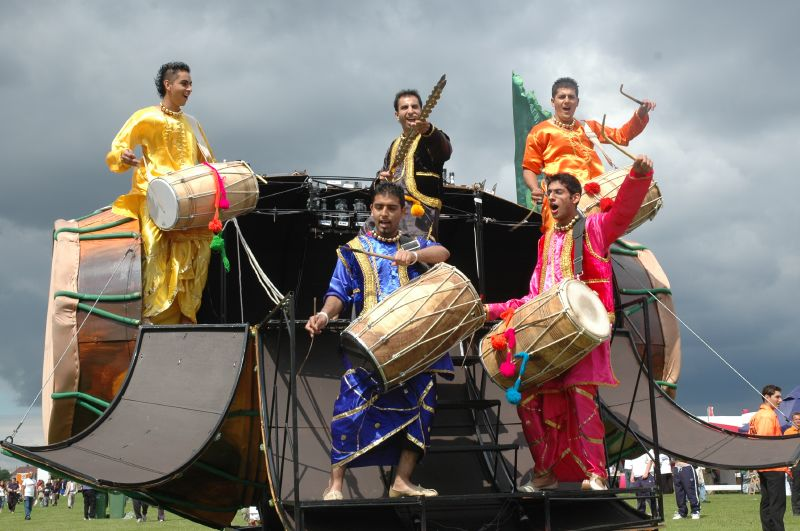

Дголак (деванагарі ढोलक, іноді dholaki, в Суринамі та Нідерландах dhool) — дерев'яний барабан бочкоподібної форми з двома мембранами різного діаметра.
Грають на інструменті руками або спеціальною паличкою; можна грати сидячи по-турецьки, поклавши його на коліна, або ж стоячи, використовуючи ремінь. Силу натягу мембран регулюють системою кілець і мотузяних перетяжок. Цей інструмент поширений в Північній Індії, Пакистані і Непалі; дуже популярний також серед індійського населення Суринаму, Тринідаду і Тобаго та Французької Гвіани.
Дголак використовують як у ритуальної музиці, так і в народних співах та танцях.